# Parc Nacional de Meinweg
El Parc Nacional de Meinweg (en neerlandès: Nationaal Park de Meinweg) és un parc nacional situat a Limburg, als Països Baixos. Consisteix en un espai protegit de 1.800 hectàrees i que fou establert l'any 1995.
L'any 2002 va passar a formar part del parc de Maas-Schwalm-Nette, una àrea protegida transfronterera entre Alemanya i els Països Baixos, que abasta 10 000 hectàrees.

## Imatges

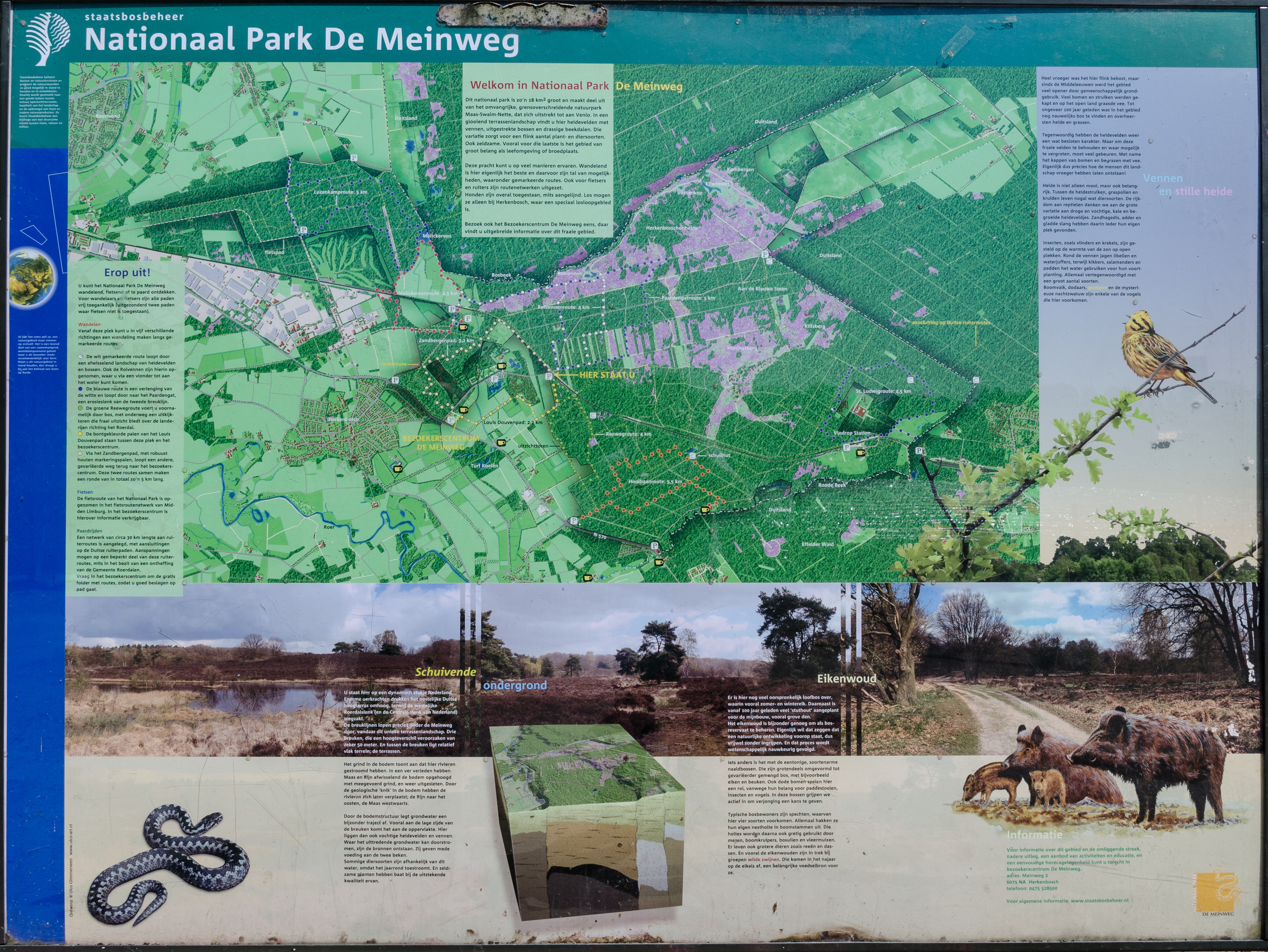
Mapa en neerlandès.
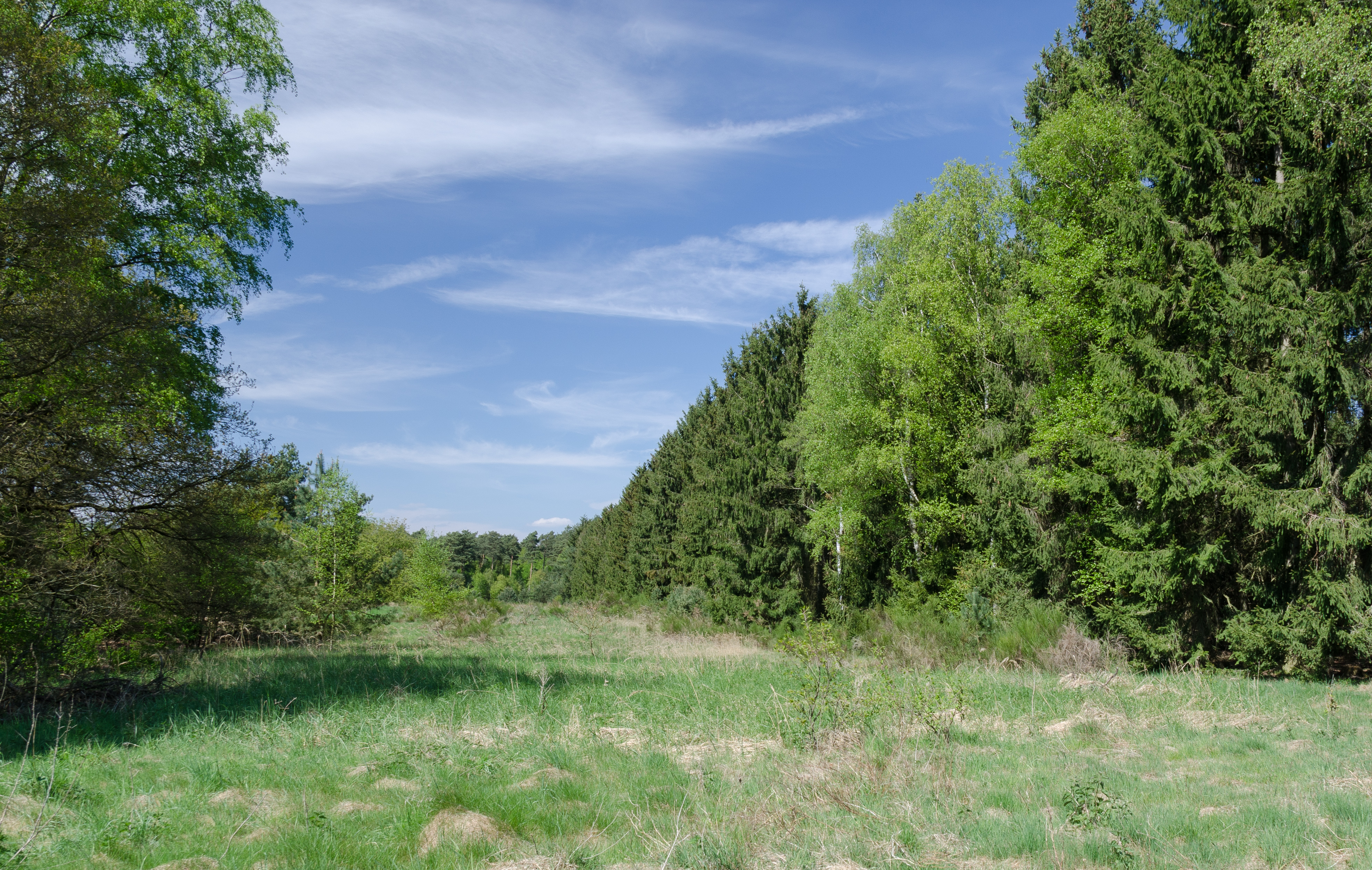
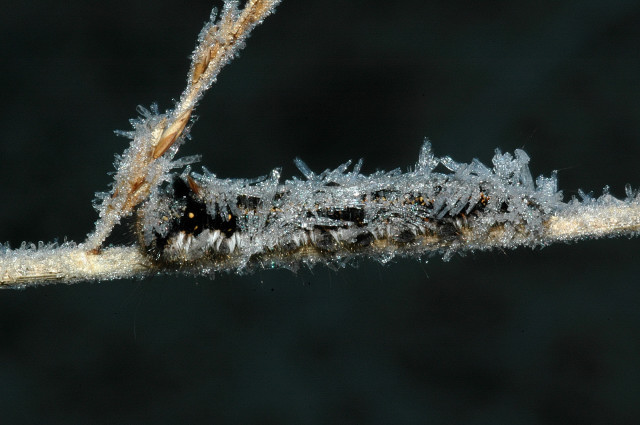
Larva de Euthrix potatoria hivernant.
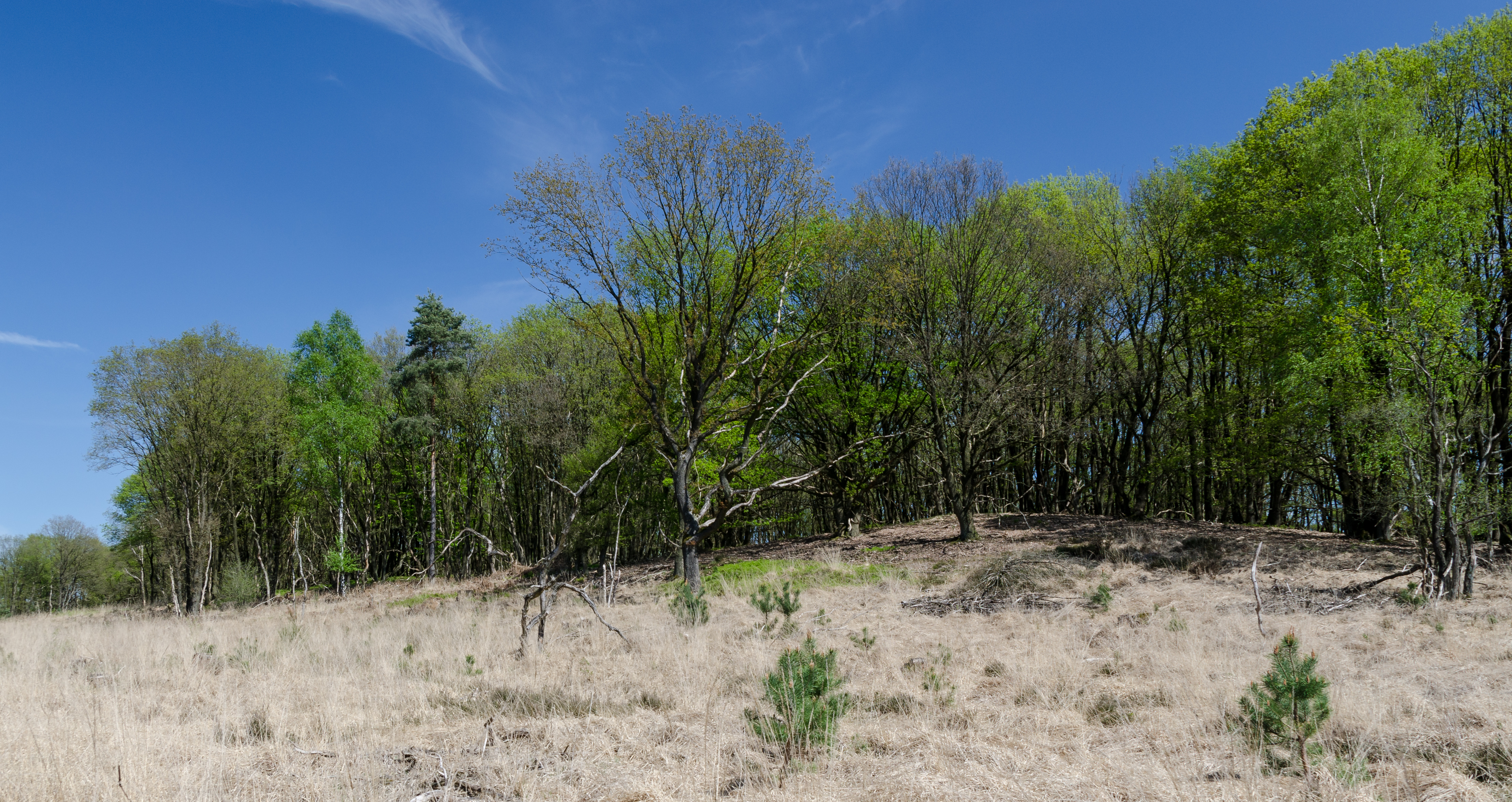
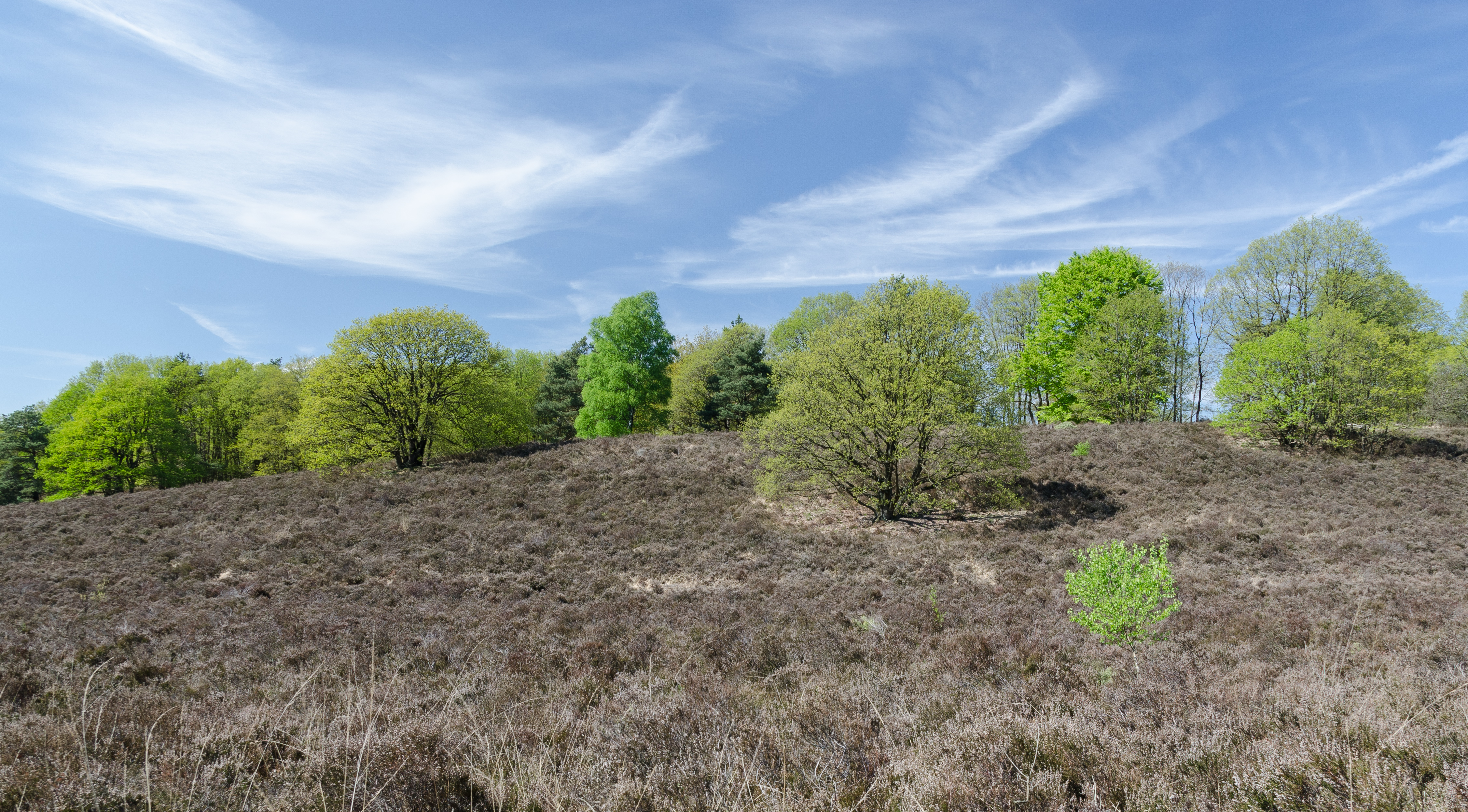